# 10-річчя Національного банку України (срібна монета)
«10-рі́ччя Націона́льного ба́нку Украї́ни» — срібна ювілейна монета номіналом 10 гривень, випущена Національним банком України, присвячена головному банку України — єдиному емісійному центру держави, що проводить послідовну монетарну політику, забезпечує ефективне функціонування банківської системи країни і стабільність національної грошової одиниці — гривні.
Монету введено в обіг 29 березня 2001 року. Вона належить до серії «Відродження української державності».

## Опис монети та характеристики
| Номінал грн. | Метал            | Маса, г      | Діаметр, мм | Якість виготовлення | Гурт     | Тираж, штук |
| ------------ | ---------------- | ------------ | ----------- | ------------------- | -------- | ----------- |
| 10           | срібло 925 проби | 31,1 / 33,62 | 38,6        | пруф                | рифлений | 3 000       |

### Аверс
На аверсі монети між двома орнаментованими прорізами розміщено малий Державний Герб України та написи в чотири рядки: на монеті із срібла — «УКРАЇНА», «2001», «10», «ГРИВЕНЬ», а також позначення металу та його проби «Ag 925», вага в чистоті — «31,1» та логотип Монетного двору Національного банку України.

### Реверс

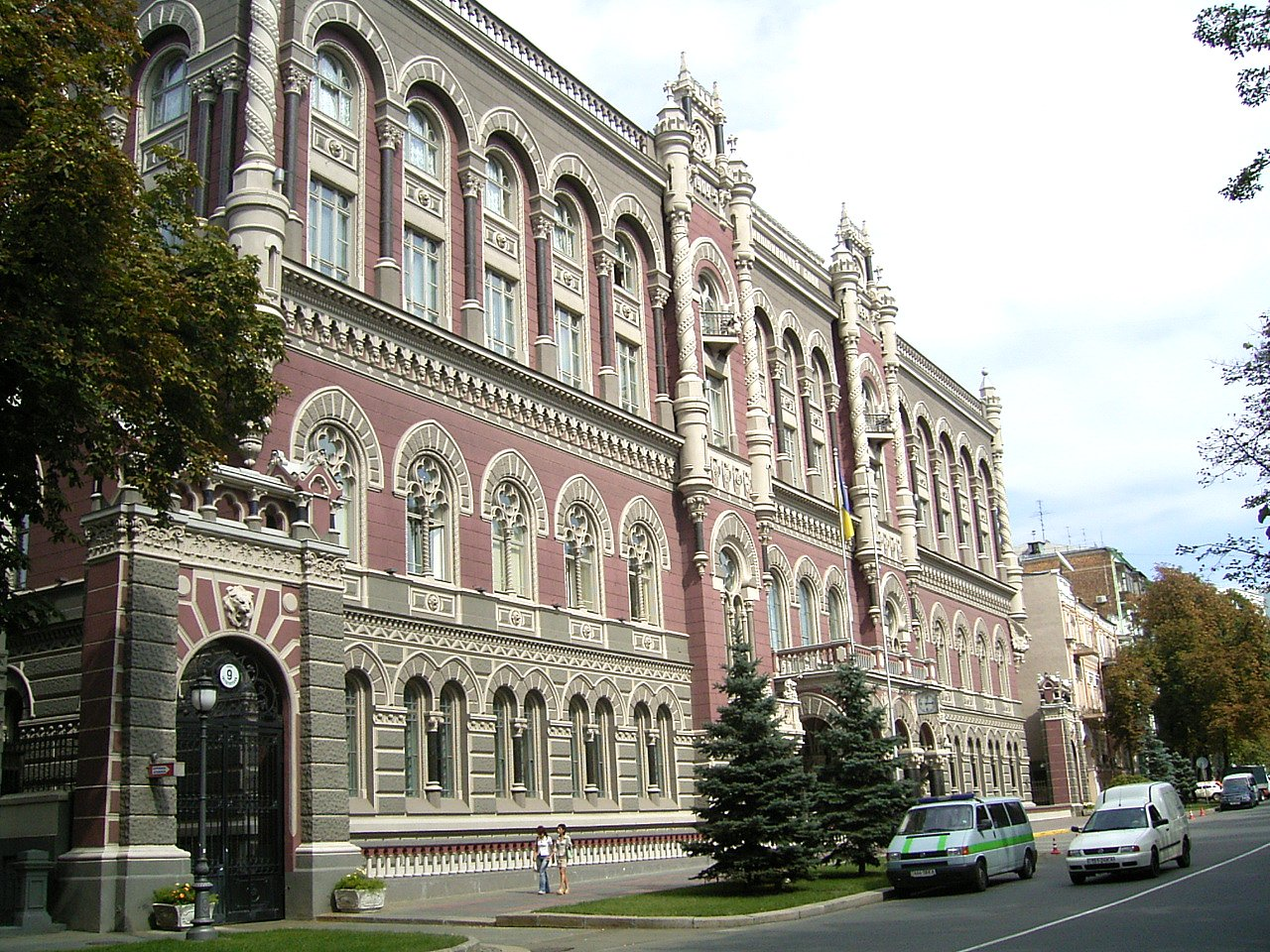
Будівля Національного банку України

На реверсі монети зображено фасад головного корпусу банку (архітектори О. В. Кобелєв, О. М. Вербицький), над яким розміщено логотип Національного банку України та круговий напис: «НАЦІОНАЛЬНИЙ БАНК УКРАЇНИ», внизу в два рядки — «10 РОКІВ».

## Автори
- Художники: Бєляєв Сергій, Дем'яненко Володимир.
- Скульптори: Дем'яненко Володимир, Іваненко Святослав.

## Вартість монети
Ціна монети — 607 гривень, була вказана на сайті Національного банку України в 2016 році.
Фактична приблизна вартість монети з роками змінювалася так:
| Рік        | 2010  | 2011  | 2012  | 2013  | 2014 | 2015  | 2016  | 2017  | 2018  | 2019  | 2020  | 2021  | 2022  | 2023  | 2024  | 2025  |
| ---------- | ----- | ----- | ----- | ----- | ---- | ----- | ----- | ----- | ----- | ----- | ----- | ----- | ----- | ----- | ----- | ----- |
| Ціна, грн. | 1 100 | 1 100 | 1 100 | 1 000 | 900  | 1 250 | 1 300 | 1 700 | 1 000 | 1 130 | 1 300 | 1 300 | 1 700 | 1 830 | 3 100 | 3 500 |